# Monoklonale Gammopathie renaler Signifikanz

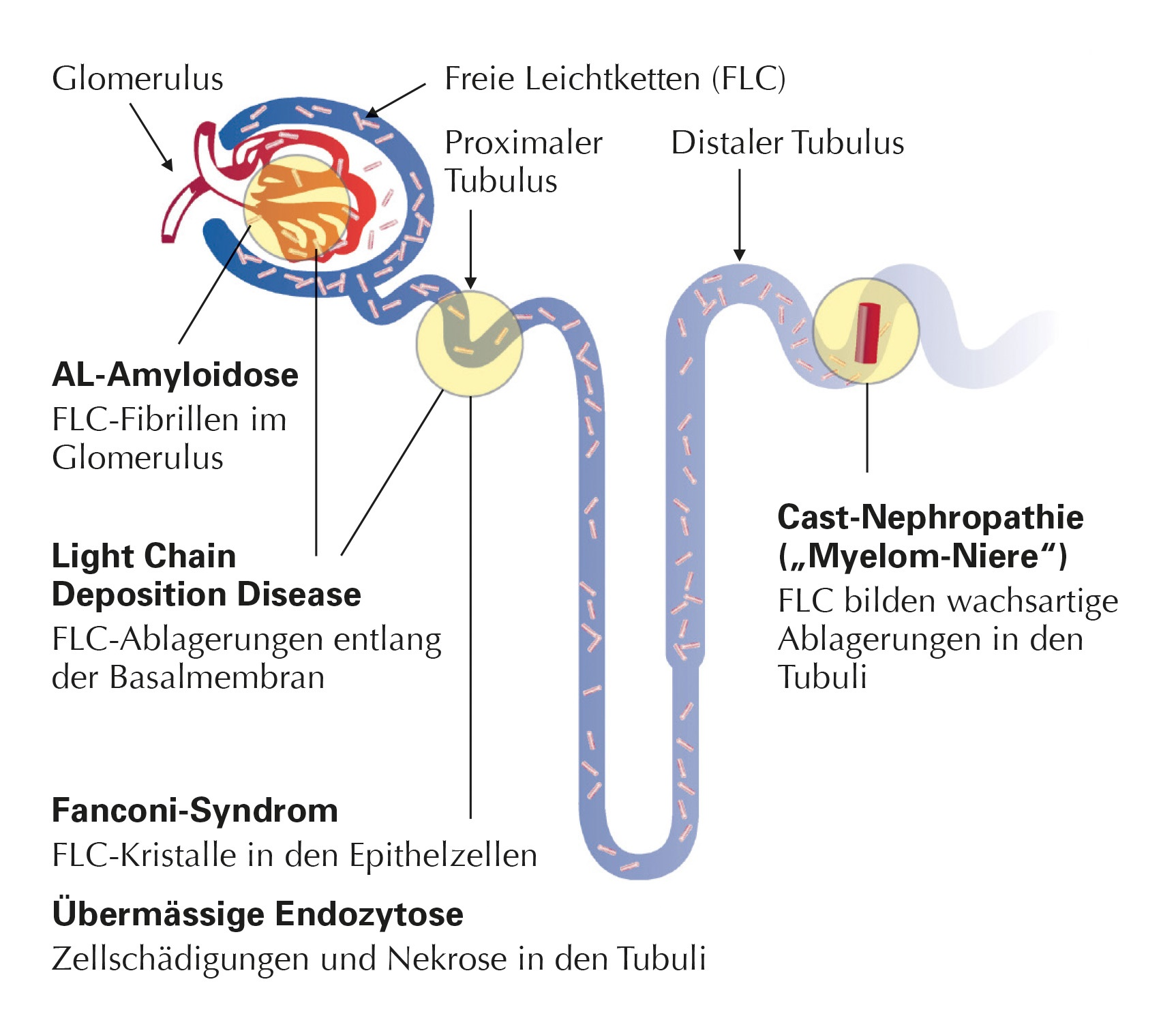
Verschiedene Formen von Ablagerungen monoklonaler freier Leichtketten

Die Monoklonale Gammopathie renaler Signifikanz (MGRS) stellt eine symptomatische Monoklonale Gammopathie mit einer Nierenerkrankung dar, bei der die Kriterien für eine (per Definition) maligne Erkrankung wie dem Multiplen Myelom nicht erfüllt sind. Somit ist die MGRS eine Krankheits-Vorstufe, bei der in bestimmten Fällen auch eine hämatologisch-onkologische Therapie notwendig sein kann. Im weiteren Sinne können auch maligne Erkrankungen wie die AL-Amyloidose als MGRS kategorisiert werden.

## Entstehung
Bei einer Monoklonalen Gammopathie unklarer Signifikanz (MGUS) werden von malignen B-Lymphozyten monoklonale Immunglobuline und/oder Immunglobulinbestandteile (z. B. freie Leichtketten) produziert, welche auch als monoklonales Protein (M-Protein/-Gradient) bezeichnet werden. Man spricht von einem B-Zell-Klon, da es sich hierbei um identische B-Lymphozyten handelt. Durch Ablagerungen des monoklonalen Proteins in der Niere kann es zu einer Niereninsuffizienz kommen, weshalb diese Erkrankung als MGRS bezeichnet wird. Meist handelt es sich bei dem abgelagerten M-Protein um freie Leichtketten mit einer hohen Affinität zum Gewebe. Eine hohe Konzentration dieser monoklonalen freien Leichtketten begünstigt die Ablagerung und damit die Entstehung der Erkrankung. Bei nahezu einem Viertel aller Betroffenen wird im Verlauf der MGUS-Erkrankung eine Beeinträchtigung der Nierenfunktion beobachtet. Regelmäßige Kontrollen (6 Monate nach Diagnose und danach jährlich) ist hier demnach anzuraten. Eine frühe Diagnose der MGRS ermöglicht in der Regel ein besseres Management des Patienten und die rechtzeitige Initiierung oder Anpassung einer Therapie, was sich letztlich in einer höheren Lebenserwartung widerspiegelt.

## Diagnostische Untersuchungen
Eine grundlegende Untersuchung, vergleichbar mit der bei einem Verdacht auf eine Monoklonale Gammopathie unklarer Signifikanz (MGUS), sollte Bestandteil der Ausschlussdiagnostik sein. Zudem sind für die exakte Bestimmung möglicher Läsionen der Niere histologische und bildgebende Methoden Teil einer differenzierteren Diagnose. Hierdurch können der B-Zell-Klon sowie das abgelagerte monoklonale Protein wie z. B. freie Leichtketten, Immunglobuline oder deren Fragmente identifiziert und charakterisiert werden.

### Labordiagnostik
- Blutbild einschließlich Differentialblutbild
- Elektrolyte (Natrium, Kalium, Calcium)
- Nierenretentionsparameter (Kreatinin inkl. berechneter GFR, Harnstoff)
- Gesamteiweiß und Albumin im Serum
- Quantitative Bestimmung der Immunglobuline (IgG, IgA, IgM)
- Serumeiweißelektrophorese
- Immunfixationselektrophorese (Serum und Urin)
- Quantitative Bestimmung der freien Leichtketten Kappa und Lambda im Serum inkl. Berechnung der Ratio
- Qualitativer Test auf Eiweiß im Urin

### Histologie
- Lichtmikroskopie
- Immunfluoreszenz
- Elektronenmikroskopie

### Bildgebende Methoden
- Röntgen
- MRT
- PET

## Krankheitsbild
Monoklonale Tumorprodukte können sich in verschiedenen Bereichen des Nephrons und auf unterschiedliche Art und Weise ablagern. Die daraus resultierenden Krankheitsbilder können kombiniert oder isoliert auftreten. Generell ist die Beeinträchtigung der Nierenfunktion mit einem schlechteren Gesamtzustand der betroffenen Personen assoziiert. Die durchschnittliche Lebenserwartung ist geringer als bei Patienten mit einer Monoklonalen Gammopathie ohne Beeinträchtigung der Nierenfunktion.
| Art der Ablagerung | Pathologie |
| ------------------ | --- |
| Fibrillär          | AL-Amyloidose; nicht-amyloide, fibrilläre Glomerulitis                                                                     |
| Mikrotubulär       | Typ 1- und Typ 2-kryoglobulinämische Glomerulonephritis                                                                    |
| Amorph             | Light-Chain-Deposition-Disease (LCDD), Light/Heavy-Chain-Deposition Disease (LHCDD), Heavy-Chain Deposition Disease (HCDD) |
| Andere             | Proliferative Glomerulonephritis mit monoklonalen Immunglobulin-Ablagerungen, Morbus Waldenström                           |

## Therapie
Bisher existiert keine Prophylaxe gegen die Ablagerung monoklonaler Immunglobuline. Obwohl es sich bei dem zugrundeliegenden B-Zell-Klon per Definition noch nicht um eine maligne Form handelt, stellt eine Chemotherapie die einzige mögliche Option dar, um einer fortschreitenden Schädigung der Niere und anderer Organe entgegenzuwirken. Zudem ist palliativ in bestimmten Fällen eine Dialyse indiziert um den Verlust der Nierenfunktion auszugleichen. Eine Entfernung insbesondere von freien Leichtketten aus dem Serum ist bei Verwendung einer großporigen Dialyse-Membran möglich. Zur Zeit reicht die Datenlage allerdings nicht aus um den Nutzen dieser Methode abschließend zu beurteilen. Zu berücksichtigen ist in jedem Falle, dass die Ursache des Nierenfunktionsverlusts durch diese Methode nicht beseitigt wird.